# Christa Randzio-Plath

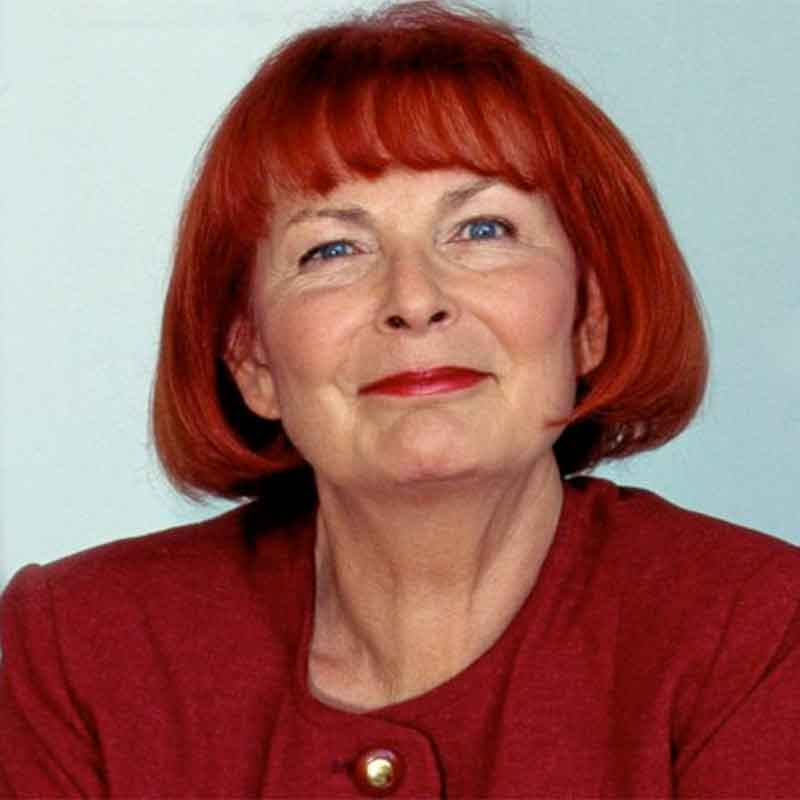
Christa Randzio-Plath (2025)

Christa Randzio-Plath (* 29. Oktober 1940 in Ratibor, Oberschlesien) ist eine deutsche Politikerin (SPD). Sie war von 1986 bis 1989 Mitglied der Hamburgischen Bürgerschaft und anschließend bis 2004 Mitglied des Europäischen Parlaments.

## Ausbildung
Randzio-Plath machte im Jahr 1961 das Abitur. Anschließend studierte sie Rechtswissenschaft und Soziologie, legte das Erste und Zweite juristische Staatsexamen ab und erwarb Diplome in vergleichenden Rechtswissenschaften, Entwicklungspolitik und Französisch.

## Karriere
Nach einer Ausbildung zur Redakteurin war sie in den Jahren 1970 bis 1972 in diesem Beruf tätig, sie war dabei für Auslandsnachrichten zuständig. Danach arbeitete sie zwei Jahre lang als Anwältin. Von 1974 bis 1976 und von 1978 bis 1989 war sie Steuerjuristin bei der Oberfinanzdirektion Hamburg, dazwischen stellvertretende Kabinettschefin beim Generalsekretär des Europarates in Straßburg.
Bei der Hamburger SPD und der Arbeitsgemeinschaft Sozialdemokratischer Frauen hatte sie mehrere Positionen inne. So war sie u. a. Vorsitzende der SPD-Kontrollkommission und Vizepräsidentin der Sozialistischen Fraueninternationale. Außerdem gehörte sie dem Landesvorstand der Europa-Union an.
In den Jahren 1986 bis 1989 war Randzio-Plath Mitglied der Hamburgischen Bürgerschaft, in der sie Vorsitzende des Rechtsausschusses war. Von 1989 bis 2004 war sie Mitglied des Europäischen Parlaments. Dort war sie von 1992 bis 1999 Vorsitzende des Unterausschusses Währung und von 1999 bis 2004 Vorsitzende des Ausschusses für Wirtschaft und Währung. Von 2004 bis 2010 war sie Beraterin der Europäischen Kommission.
Randzio-Plath war Partnerin in der hamburgischen Sozietät Rechtsanwälte Mille, Sieberth & Randzio-Plath und als Dozentin an der Universität Hamburg und am Europa-Kolleg Hamburg tätig.

## Sonstige Ämter
Randzio-Plath gründete 1984 den Marie-Schlei-Verein und war bis 2024 dessen Vorsitzende. Von 2006 bis 2013 war sie erste Vorsitzende des Landesfrauenrats Hamburg. Beide Vereine ernannten sie im Anschluss jeweils zur Ehrenvorsitzenden.

## Mitgliedschaften
Randzio-Plath war Mitglied der Kangaroo Group, eines Think Tanks und Lobbyorganisation mit Sitz in Brüssel.
Sie ist außerdem Mitglied im Präsidium des Internationalen Bunds, eines freien Trägers der Jugend-, Sozial- und Bildungsarbeit.

## Ehrungen
2011: Bürgermeister-Stolten-Medaille

## Veröffentlichungen
- Frauenrechte sind Menschenrechte – weltweit. Alte Gefahren, neue Herausforderungen. Schüren Verlag, Marburg 2021, ISBN 978-3-7410-0273-1.
- Empowerment, Entwicklung, Erneuerung. Ohne Frauen geht es nicht voran. Schüren Verlag, Marburg 2024, ISBN 978-3-7410-0287-8.